# Souterrain von Tubrid Beg
 Das Souterrain von Tubrid Beg (irisch Tiobraid Bheag) liegt im Westen eines Raths bei Abbeydorney, nördlich von Tralee im County Kerry in Irland. Bei Souterrains wird zwischen „earth-cut“, „rock-cut“, „mixed“, „stone built“ und „wooden“ (z. B. Coolcran, County Fermanagh) Souterrains unterschieden. Das Souterrain von Tubrid Beg ist ein gut erhaltenes „stone built“ Souterrain. 
Die zentrale Kammer mit einem Kraggewölbe ist etwa 3,0 m hoch und hat 3,0 m Durchmesser. Das Trockenmauerwerk ist in gutem Zustand. Zwei Gänge laufen nach Osten und Süden. Der östliche ist etwa 11,0 m lang und am anderen Ende eingestürzt. Er blockiert den Zugang zu einer weiteren Kammer oder zum ursprünglichen Zugang. Der südliche Gang ist etwa 7,0 m lang und ebenfalls blockiert.
Ein Oghamstein liegt als Sturz über einem Gang, der von der Kammer nach Osten führt. Die fragliche Oghaminschrift ist sehr schwach.